# 인 디 에어
《인 디 에어》(영어: Up in the air)는 2009년 개봉한 미국의 코미디 드라마 영화이다. 제이슨 라이트먼이 감독하고, 셸던 터너와 라이트먼이 공동 각본을 썼다. 월터 컨이 2001년에 발표한 동명 소설이 원작이다. 영화는 1년 322일 미국 전역을 돌아다니는 미국 최고의 해고 전문가 라이언 빙엄(조지 클루니 분)의 여행기를 다루며, 그 외에 비라 파미가, 애나 켄드릭, 대니 맥브라이드 등이 출연하였다.
촬영은 주로 미주리주 세인트루이스에서 진행되었으며, 디트로이트, 오마하, 라스베이거스, 마이애미에서도 여러 장면이 촬영되었다.
2009년 9월 5일 텔류라이드 영화제에서 전 세계 최초로 상영되었다. 로스앤젤레스 시사회는 2009년 11월에 맨빌리지 극장에서 열렸다. 배급을 담당한 파라마운트는 2009년 12월 4일 미국에서 제한 상영을 시작하고 12월 23일 상영관을 확대했다.
2009년 제81회 전미 비평가 위원회상과 제8회 워싱턴 D.C. 영화 비평가 협회상에서 작품상을 받았다. 2010년 제15회 크리틱스 초이스 영화상에서는 8개 부문에 후보 지명되어 그중 각색상을 수상하였고, 제67회 골든 글로브상에서 5개 부문에 후보 지명되어 그중 각본상을 수상하였다. 또한 제16회 미국 배우 조합상에서 3개 부문에, 제82회 아카데미상에서 작품상, 감독상, 각색상, 남우 주연상(조지 클루니), 여우 조연상(비라 파미가, 애나 켄드릭) 등 5개 부문에 후보 지명되었다.

## 줄거리
미국 최고의 해고 전문가 라이언 빙엄(조지 클루니 분)은 고향이 비행기라고 말하곤 한다. 1년 중 322일을 미국 전역으로 출장을 돌아다니며 영화 제목 그대로 땅에 발을 붙이고 있는 시간보다 하늘에 떠 있는 시간이 많은 까닭이다.
조부모와 부모가 차례로 각기 따로 양로원에 들어가는 것을 보며 어차피 인간은 홀로 죽는다는 깨달음을 얻고 독신주의로 돌아선 그의 유일한 목표는 천만 마일리지를 모아 세계에서 7번째로 평생 우대 고객 자격을 획득하는 것이다. 비행기의 소파와 싸구려 기내식이 무엇보다도 편한 빙엄은 가방 속에 든 모든 것을 버리라고 하며, 그 짐들 중 가장 무거운 것은 인간 관계라는 빈 가방론을 주장한다. 실제로 그는 결혼을 하지도 않고, 가족 간 교류도 거의 하지 않는다. 이런 철학으로 여행하던 그는 호텔에서 그와 비슷한 여인 앨릭스(비라 파미가 분)를 만나게 된다. 꼭 닮은 두 사람은 본인들 철학대로 쿨한 만남을 지속하지만 빙엄은 앨릭스와의 교류를 통해 생애 처음으로 진실한 관계와 정착에 대해 고민하게 된다.
한편 빙엄의 천만 마일리지 달성 계획에 문제가 닥치게 된다. 바로 회사에서 온라인 해고 시스템을 도입하기로 한 것. 만약 이 시스템이 실행된다면 빙엄은 더 이상 해고 대상자를 찾아다니며 해고를 통보할 필요가 없고, 새로운 도전을 해 보라는 조언도 해줄 수 없게 된다. 실의에 빠진 해고자들에게 한 치의 따뜻함도 불어줄 수 없는 이 시스템을 반대하는 빙엄은, 이 프로그램의 개발자인 엘리트 사원 내털리(애나 켄드릭 분)과 마찰을 일으키지만, 결국 노하우 전수를 위해 함께 출장을 떠난다.
이런 이들의 대결의 결과와 독신주의 빙엄의 사랑의 결말은 과연 무엇일까?

## 출연진
- 조지 클루니 - 라이언 빙엄 역
- 비라 파미가 - 앨릭스 고런 역
- 애나 켄드릭 - 내털리 키너 역
- 제이슨 베이트먼 - 크레이그 그레고리 역
- 에이미 모턴 - 케라 빙엄 역
- 멜러니 린스키 - 줄리 빙엄 역
- 대니 맥브라이드 - 짐 밀러 역
- 잭 갤리퍼내키스 - 스티브 역
- J. K. 시먼스 - 밥 역
- 샘 엘리엇 - 메이너드 핀치 역
- 크리스 로웰 - 케빈 역
- 태멀라 존스 - 캐런 반스 역

## 기타 제작진
- 총괄 제작: 조 메적